# Attitude Adjustment
Attitude Adjustment é uma banda norte americana de crossover thrash, formada em 1985 na cidade de São Francisco, Califórnia.

## História
Inicialmente uma banda de hardcore punk, foram influenciados pelo thrash metal da bay area de São Francisco.
Ainda em 1985 lançaram a demo Dead Serious, no estilo crossover thrash. Após o lançamento da demo, tocaram ao vivo com bandas como R.K.L., Verbal Abuse, Forbidden, Vio-lence, entre outras.
Em 1986, assinaram com uma gravadora independente para o lançamento do seu álbum de estreia, American Paranoia.
Em 1988, lançam o EP No More Mr.Nice Guy, que marca a mudança no estilo de cantar do vocalista, passando do tradicional vocal hardcore californiano para um modo mais "urrado" de cantar, quase gutural.
Ainda em 1988, a banda resolveu tirar o Adjustment do nome, ficando apenas Attitude, lançando um álbum em 1989 e um EP em 1990. No EP houve uma drástica mudança no som para o thrash metal, abandonando de vez o hardcore punk, o que deixou seus fãs mais antigos um tanto decepcionados (apesar da volta ao estilo antigo de cantar do vocalista).
Em 1990, a banda voltou com o nome original Attitude Adjustment, e lançou o disco Out of Hand, voltando as raízes crossover thrash. No entanto a cena da Bay Area de São Francisco estava em decadência e a banda logo encerrou suas atividades.
Em 1994, o vocalista Andy Anderson cantou brevemente na banda Wardance de Gary Holt (guitarrista do Exodus). Chris Khontos (baterista) foi tocar na banda Machine Head, liderada pelo ex-guitarrista do Vio-lence, Robb Flynn.
Recentemente a banda voltou a fazer shows, no entanto com uma formação completamente diferente da original.

## Membros
- Walter Ryan - bateria
- Kevin Reed - vocal
- Eric McIntire aka Eric "Bobo" Smith - guitarra
- Ray Vegas - guitarra
- Greg Orr - baixo

## Discografia

### Álbuns de estúdio
- 1986 - American Paranoia
- 1991 - Out of Hands
- 2011 - No Way Back

### Demos & EP
- 1985 - Dead Serious (demo)
- 1988 - No More Mr. Nice Guy (EP)
- 1996 - True to the Trade (EP)

### Single
- 1987 - Destruction's End

### Coletânea
- 2010 - The Collection